# Winterland 1973: The Complete Recordings
Pour les articles homonymes, voir Winterland.
Albums de Grateful Dead
Road Trips Volume 1 Number 2
(2008) Road Trips Volume 1 Number 3
(2008)
Winterland 1973: The Complete Recordings est un album live du Grateful Dead sorti en 2008.
Ce coffret de 9 CD retrace l'intégralité des trois concerts donnés les vendredi 9, samedi 10 et dimanche 11 novembre 1973 au Winterland Ballroom de San Francisco.

## Titres
Les CD 1, 2 et 3 regroupent le concert du 9 novembre 1973, les CD 4, 5 et 6 le concert du lendemain, et les CD 7, 8 et 9 le concert du surlendemain.

### CD 1
1. Promised Land (Chuck Berry) – 3:21
2. Brown-Eyed Woman (Jerry Garcia, Robert Hunter) – 5:08
3. Me and Bobby McGee (Kris Kristofferson, Fred Foster) – 5:59
4. They Love Each Other (Garcia, Hunter) - 5:42
5. Black-Throated Wind (Bob Weir, John Perry Barlow) – 7:08
6. Don't Ease Me In (trad. arr. Grateful Dead) – 4:37
7. Mexicali Blues (Weir, Barlow) – 3:44
8. Row Jimmy (Garcia, Hunter) – 9:03
9. The Race Is On (Don Rollins) – 3:57
10. China Cat Sunflower (Garcia, Hunter) – 7:35
11. I Know You Rider (trad. arr. Grateful Dead) – 5:27

### CD 2
1. Playing in the Band (Weir, Mickey Hart, Hunter) – 20:53
2. Here Comes Sunshine (Garcia, Hunter) – 11:52
3. Me and My Uncle (John Phillips) – 3:44
4. To Lay Me Down (Garcia, Hunter) – 8:11
5. Big River (Johnny Cash) – 5:29
6. Mississippi Half-Step Uptown Toodeloo (Garcia, Hunter) – 8:30
7. Greatest Story Ever Told (Weir, Hunter) – 5:10
8. Bertha (Garcia, Hunter) – 6:12

### CD 3
1. Weather Report Suite (Weir, Andersen, Barlow) – 15:38
2. Eyes of the World (Garcia, Hunter) – 16:43
3. China Doll (Garcia, Hunter)  – 5:57
4. Around and Around (Berry) – 5:05
5. Goin' Down the Road Feeling Bad (trad. arr. Grateful Dead) – 8:01
6. Johnny B. Goode (Berry) – 4:25

### CD 4
1. Bertha (Garcia, Hunter) – 7:11
2. Jack Straw (Weir, Hunter) – 5:15
3. Loser (Garcia, Hunter) – 6:40
4. Looks Like Rain (Weir, Barlow) – 7:50
5. Deal (Garcia, Hunter) – 4:40
6. Mexicali Blues (Weir, Barlow) – 3:42
7. Tennessee Jed (Garcia, Hunter) – 8:39
8. El Paso (Marty Robbins) – 4:54
9. Brokedown Palace (Garcia, Hunter) – 6:12
10. Beat It On Down the Line (Jesse Fuller) – 3:51
11. Row Jimmy (Garcia, Hunter) – 8:51

### CD 5
1. Weather Report Suite (Weir, Andersen, Barlow) – 18:26
2. Playing in the Band (Weir, Hart, Hunter) – 11:59
3. Uncle John's Band (Garcia, Hunter) – 9:39
4. Morning Dew (Bonnie Dobson) – 12:24
5. Uncle John’s Band (Garcia, Hunter) – 1:50
6. Playing in the Band (Weir, Hart, Hunter) – 7:38

### CD 6
1. Big River (Cash) – 5:12
2. Stella Blue (Garcia, Hunter) – 8:19
3. Truckin' (Garcia, Phil Lesh, Weir, Hunter) – 12:18
4. Wharf Rat (Garcia, Hunter) – 8:43
5. Sugar Magnolia (Weir, Hunter) – 10:39
6. One More Saturday Night (Weir) – 5:28
7. Casey Jones (Garcia, Hunter) – 7:05

### CD 7
1. Promised Land (Berry) – 3:42
2. Bertha (Garcia, Hunter) – 6:04
3. Greatest Story Ever Told (Weir, Hunter) – 6:07
4. Sugaree (Garcia, Hunter) – 7:56
5. Black-Throated Wind (Weir, Barlow) – 7:47
6. To Lay Me Down (Garcia, Hunter) – 8:28
7. El Paso (Robbins) – 4:45
8. Ramble On Rose (Garcia, Hunter) – 7:04
9. Me and Bobby McGee (Kristofferson, Foster) – 5:56

### CD 8
1. China Cat Sunflower (Garcia, Hunter) – 9:27
2. I Know You Rider (trad. arr. Grateful Dead) – 6:04
3. Me and My Uncle (Phillips) – 3:34
4. Loose Lucy (Garcia, Hunter) – 7:52
5. Weather Report Suite (Weir, Andersen, Barlow) – 15:07
6. Mississippi Half-Step Uptown Toodeloo (Garcia, Hunter) – 8:26
7. Big River (Cash) – 7:05

### CD 9
1. Dark Star (Garcia, Lesh, Weir, Bill Kreutzmann, Keith Godchaux, Hunter) – 35:41
2. Eyes of the World (Garcia, Hunter) – 13:36
3. China Doll" (Garcia, Hunter) – 5:40
4. Sugar Magnolia (Weir, Hunter) – 10:19
5. Uncle John's Band (Garcia, Hunter) – 7:32
6. Johnny B. Goode (Berry) – 3:56
7. We Bid You Goodnight (trad. arr. Grateful Dead) – 3:11

### CD bonus
Les premières éditions du coffret incluent un dixième CD, tiré du concert du 4 décembre aux Cincinnati Gardens de Cincinnati.
1. China Cat Sunflower (Garcia, Hunter) – 7:58
2. I Know You Rider (trad. arr. Grateful Dead) – 5:57
3. Truckin' (Garcia, Lesh, Weir, Hunter) – 8:48
4. Stella Blue (Garcia, Hunter) – 8:15
5. Eyes of the World (Garcia, Hunter) – 13:38
6. Space (Garcia, Lesh, Weir, Kreutzmann, Godchaux) – 9:36
7. Sugar Magnolia (Weir, Hunter) – 6:17
8. Goin' Down the Road Feeling Bad (trad. arr. Grateful Dead) – 9:45
9. Casey Jones (Garcia, Hunter) – 7:17

## Musiciens
- Jerry Garcia : guitare, chant
- Donna Jean Godchaux : chant
- Keith Godchaux : claviers
- Bill Kreutzmann : batterie
- Phil Lesh : basse
- Bob Weir : guitare rythmique, chant